# Dziecinów (okres Otwock)
Dziecinów [ďžječjinuv] je vesnice v Polsku v okrese Otwock Mazovského vojvodství.
Vlastní vesnice Dziecinów čítá 704 obyvatel.
První zmínka o lokalitě pochází z 14. století.